# Península Middle
La península Middle es la segunda de tres grandes penínsulas en la costa occidental de la bahía de Chesapeake en Virginia, en los Estados Unidos. Se encuentra entre el Northern Neck y la península de Virginia. Esta península está delimitada por el río Rappahannock, en el norte, y el río York en el sur, con la bahía de Chesapeake, en el este. Comprende seis condados de Virginia: Essex, Gloucester, King and Queen, King William, Mathews y Middlesex. Desarrollada para plantaciones de tabaco en la época colonial, en el siglo XXI, la península Media es conocida por su tranquila vida rural, la agricultura de camiones de verduras y la industria pesquera.
No hay ciudades en la península Media y poca industria. Entre las ciudades que se encuentran allí, West Point tiene una fábrica de pulpa y papel. La comunidad no incorporada de Deltaville es un lugar popular para los habitantes de la ciudad que buscan un bote de fin de semana en la bahía. Tappahannock es una comunidad próspera en el río Rappahannock, y Urbanna tiene una industria turística pequeña pero próspera.
Dos pequeñas reservas de tierra son el hogar de las tribus indígenas de los pamunkey y mattaponi reconocidas por el estado.
Las autopistas principales en la península son la ruta 17 de los Estados Unidos (Tidewater Trail), que conecta Fredericksburg con el área de Hampton Roads, y la ruta estadounidense 360 (Northumberland Highway), que conecta Northern Neck con Richmond y Danville. Antes de que existieran las autopistas modernas, los transbordadores de pasajeros y los cargueros de vapor unían toda la región de la bahía de Chesapeake.
Los dos condados más al sur de la península media, Gloucester y Mathews, ahora se consideran parte del área metropolitana de Hampton Roads. El condado de Gloucester está conectado a la península de Virginia por el puente conmemorativo George P. Coleman, que cruza el río York. El condado de King William y el condado de King y Queen al oeste son parte del Área Estadística Metropolitana de Richmond (MSA).